# 加拿大進步保守黨
加拿大進步保守黨（英語：Progressive Conservative Party of Canada；簡稱PC）是一個存在於1942年至2003年的加拿大聯邦政黨，該黨在經濟議題上持中間偏右立場，1970年代後在社會議題上持中間派立場。該黨前身爲保守黨，創始於1867年，在约翰·亚历山大·麦克唐纳的領導下成爲加拿大第一個執政黨，並且多年來都是加拿大的執政黨或官方反對黨。該黨在1942年12月更名爲加拿大進步保守黨，到2003年和加拿大聯盟合併爲加拿大保守黨。一些原進步保守黨成員其後組成了進步加拿大黨，只獲得了很少的支持。各省的進步保守黨則大多沿用原名。

## 歷史

### 從保守黨蛻變
經濟大蕭條期間加拿大市道低迷，當中草原省份以農業為主的經濟更遭受重創，保守黨因此在1935年聯邦大選中失掉執政地位，1940年大選後亦只能在國會下議院中擔當在野黨。保守黨内一群年輕黨員遂於1942年在安大略省合普港（Port Hope）集結並制定一份新政綱，在原有保守黨政策加入全民就業、廉價房屋和工會權益等相對左傾的概念，以期改善該黨民望。該份《合普港憲章》雖被不少保守黨員排斥，但某程度上仍影響了黨内高層的決策。包括前總理和在任黨魁阿瑟·米恩在内的保守黨高層游說時任曼尼托巴省省長和曼尼托巴進步黨黨魁約翰·布拉肯參選保守黨黨魁；布拉肯於1942年12月當選後將該黨更名為進步保守黨，以反映該黨的新取向。
布拉肯當選黨魁後並未隨即尋求晉身國會下議院，而是著手整理黨内架構和走訪全國宣揚該黨的新政綱，待1945年聯邦大選才參與角逐議席；進步保守黨因此在1943年-45年間依賴安大略省皮爾選區議員戈登·格雷頓擔當下議院官方反對黨領袖。進步保守黨在1945年大選中表現有所改善，較選前增添了27個議席，但仍大幅落後自由黨。此外，進步保守黨在草原省份只取得五席，落後於合作社聯邦聯合會（CCF）、自由黨和社會信用黨；布拉肯來自草原省份的背景未起預期的效用。黨内隨後湧現反對布拉肯領導的呼聲；他最後於1948年辭任黨魁。

### 二戰後

進步保守黨於1970-80年代使用的標誌

安大略省前省長喬治·德魯於1948年當選黨魁，但未能為進步保守黨開拓新票源。該黨在1949年和1953年兩屆聯邦大選仍遠遠落後自由黨，未能挑戰其執政地位。德魯終在1956年辭任黨魁，由來自薩克其萬省的約翰·迪芬貝克接任。憑籍迪芬貝克的政治魅力和選民求變等因素，進步保守黨終在1957年聯邦大選中取得突破，贏得少數政府地位。該黨執政初期民望仍然高企，迪芬貝克遂決定提早於1958年舉行下屆大選，並贏取下議院265席中的208席（當中50席來自魁北克省），壓倒自由黨以多數政府姿態執政。
進步保守黨於1962年聯邦大選失掉下議院内多數優勢，繼續在同為右派政黨社会信用党的支持下以少數政府姿態執政；1963年大選後更失掉執政地位，由自由黨少數政府取代。這些年間迪芬貝克在進步保守黨内的地位已有所動搖，而1965年大選自由黨連任少數政府後，進步保守黨内不滿迪芬貝克的呼聲更見高漲。在1967年舉行的黨魁選舉中，競逐連任的迪芬貝克不敵新斯科舍省長羅伯特·斯坦菲爾德，由後者帶領該黨競逐1968年大選。進步保守黨内鬥尚未平息，加上新任自由黨黨魁皮埃爾·杜魯道大受歡迎，進步保守黨因此未能在該屆大選中擊敗自由黨。到了1972年大選，進步保守黨表現有所改善，但在議席總數僅以兩席之差敗於自由黨，未能上台執政。
進步保守黨於1974年大選再度落敗後，斯坦菲爾德於1976年辭任黨魁，由來自亞伯達省的接任。克拉克於1979年5月大選帶領該黨贏取少數政府地位，但少數政府於同年12月倒台，進步保守黨亦於1980年2月大選中敗於自由黨。

### 馬爾羅尼年代
克拉克在1983年黨魁選舉中面臨的挑戰。認為克拉克過於左傾的黨員偏向支持馬爾羅尼，加上有黨員認為來自魁北克且精通英法雙語的馬爾羅尼有助進步保守黨在該省贏取議席，馬爾羅尼遂於第四輪投票中壓倒克拉克當選黨魁。馬爾羅尼承諾進步保守黨若上台執政的話便進行修憲，以滿足魁北克民族主義支持者的要求，令該黨在魁北克的支持度大增。加上進步保守黨傳統來自加拿大西部的民粹保守人士和來自安大略省及大西洋省份的財政保守人士支持，該黨於1984年聯邦大選中取得空前勝利，囊括下議院282席中的211席，為歷來多數優勢最大的下議院議席分佈。
馬爾羅尼任内與美國達成自由貿易協議，這成為1988年大選的主要議題。自由黨和新民主黨獲得反對自由貿易協議選民的支持，議席數目皆有所上升。進步保守黨議席總數則降至169席，但仍保著多數政府地位。然而，該黨的票源已開始面臨分裂。在魁北克主權問題和修憲協議主宰聯邦政壇的局面下，加西選民感到被忽略，部分因而轉投新成立的加拿大改革黨。另一方面，在修憲失敗影響下，魁北克民族主義支持者則轉投魁人政團。此外，1980年代末和90年代初加國經濟低迷，失業率高企，加上馬爾羅尼政府於1991年開徵貨勞稅，令進步保守黨的民望大跌。馬爾羅尼遂於1993年2月宣佈辭任總理和黨魁，同年6月生效。
黨魁選舉於1993年6月13日舉行，金·坎贝尔在第二輪投票壓倒莊社理，成為該黨首位女性黨魁。她於同月25日宣誓成為加拿大首位女總理，並定於同年10月25日舉行聯邦大選。受惠於坎貝爾的個人支持度，進步保守黨在競選初期一度在民調貼近自由黨，但後來則掉頭回落。為了挽救競選劣勢，進步保守黨決定播出一批負面電視廣告抨擊自由黨黨魁讓·克雷蒂安。其中一個廣告以克雷蒂安長期癱瘓的左臉為焦點，被外界視為是對克雷蒂安進行人身攻擊。該廣告廣受批評，播放不足兩日後便被抽起。
在連串因素影響下，進步保守黨在這次大選慘敗，執政地位敗予自由黨之餘議席數目更從選前的154席大幅減至僅2席，並在國會内失掉正式政黨地位。改革黨在這次大選中贏取52席，取代進步保守黨成為下議院内的主要右翼政黨。坎貝爾失掉自己在溫哥華的議席並於1993年12月辭去黨魁職務；進步保守黨僅餘兩名下議院議員之一的莊社理隨之出任臨時黨魁，再於1995年4月被正式任命為進步保守黨黨魁，成為該黨第一位及最後一位法裔黨魁。

### 最後歲月
在莊社理領導下，進步保守黨於1997年大選中贏取20席，讓該黨取回正式政黨地位，但仍遠遠落後改革黨的60席；改革黨亦成為該屆下議院的官方反對黨。莊社理後於1998年辭任進步保守黨黨魁並轉戰魁北克省級政壇，由復出聯邦政界的接任黨魁。面對當時加拿大右翼選票被進步保守黨和改革黨攤分的局面，兩黨中人曾分別探討將兩者合併，但沒有成事。在2000年大選中，進步保守黨贏取12席，當中大部分議席位於大西洋省份，險保正式政黨地位。同年從改革黨改組而成的加拿大聯盟在大選中贏取66席，繼承改革黨的官方反對黨地位。
縱然克拉克的個人支持度不俗，他未能重建進步保守黨在國内的廣泛支持。他於2002年8月宣佈辭任黨魁，但留任至新黨魁就任為止。在2003年5月31日舉行的黨魁選舉中，在第四輪投票以64%對36%得票率擊敗僅餘對手彭迪思而告當選。在第三輪投票中得票最少而被淘汰的大衛·奧查德在第四輪投票舉行前與麥凱會面，兩人並達成協議，奧查德隨後呼籲支持者在第四輪投票中支持麥凱，這成為麥凱的致勝關鍵。奧查德和麥凱之間的協議内容後來曝光，當中包括麥凱承諾不會安排進步保守黨與加拿大聯盟合併。
然而，兩黨高層卻在往後數個月内就合併事宜磋商，而麥凱亦於2003年10月16日與加拿大聯盟黨魁斯蒂芬·哈珀共同宣佈達成協議，將兩黨合併成新的加拿大保守黨。這項合併於同年12月6日獲90%的進步保守黨代表投票支持，而加拿大保守黨亦於同月8日正式登記成立。
加拿大進步保守黨雖告終結，但兩黨合併後仍有議員在國會内以進步保守黨黨員名義議政。喬·克拉克、安德雷·巴珊（André Bachand）和約翰·赫倫（John Herron）三人沒有加入新成立的保守黨，在下議院内繼續代表進步保守黨至2004年為止。在上議院方面，威廉·杜迪（William Doody）、洛厄爾·默里（Lowell Murray）和諾曼·阿特金斯（Norman Atkins）亦繼續以進步保守黨黨員名義參與會議，而南茜·魯斯（Nancy Ruth）和伊萊恩·麥科伊（Elaine McCoy）則於2005年以進步保守黨黨員身份獲委任為上議院議員，但魯斯其後則加入保守黨。杜迪於2005年去世，而阿特金斯和默里則分別於2009年和2011年退休，麥科伊遂成為國會兩院中最後一位代表進步保守黨的議員；她從2013年2月起以「獨立進步保守黨人」（Independent Progressive Conservative）名義議政。

## 歷任黨魁
| 圖像 | 名稱              | 任職時間                             | 代表選區                               |
| ---- | ----------------- | ------------------------------------ | -------------------------------------- |
|      | 約翰·布拉肯       | 1942年12月11日－1948年7月20日        | 尼帕瓦選區                             |
|      | 喬治·德魯         | 1948年10月2日－1956年11月29日        | 卡爾頓選區 (安大略省)                  |
|      | 約翰·迪芬貝克     | 1956年12月14日－1967年9月9日         | 艾伯特王子城選區                       |
|      | 羅伯特·斯坦菲爾德 | 1967年9月9日－1976年2月22日          | 哈利法斯選區                           |
|      |                   | 1976年2月22日－1983年2月19日         | 洛基山選區、耶洛黑德選區               |
|      | 艾力克·尼爾遜     | 1983年2月19日－1983年6月11日（臨時） | 育空選區                               |
|      |                   | 1983年6月11日－1993年6月13日         | 中諾華選區、曼尼庫阿根選區、沙勒瓦選區 |
|      | 金·坎貝爾         | 1993年6月13日－1993年12月14日        | 溫哥華中選區                           |
|      | 莊社理            | 1993年12月14日－1998年4月2日         | 舍布魯克選區                           |
|      | 艾爾西·韋恩       | 1998年4月2日－1998年11月14日（臨時） | 聖約翰選區                             |
|      |                   | 1998年11月14日－2003年5月31日        | 國王-漢茲選區、卡加利中選區            |
|      |                   | 2003年5月31日－2003年12月8日         | 中諾華選區                             |

## 競選成績
| 大選年分 | 候選人總數 | 贏取議席總數 | 總得票    | 得票率（%） | 結果               |
| -------- | ---------- | ------------ | --------- | ----------- | ------------------ |
| 1945     | 203        | 65           | 1,448,744 | 27.62       | 自由黨政府         |
| 1949     | 249        | 41           | 1,734,261 | 29.62       | 自由黨政府         |
| 1953     | 248        | 50           | 1,749,579 | 31.01       | 自由黨政府         |
| 1957     | 256        | 109          | 2,564,732 | 38.81       | 進步保守黨少數政府 |
| 1958     | 265        | 208          | 3,908,633 | 53.56       | 進步保守黨政府     |
| 1962     | 265        | 114          | 2,865,542 | 37.22       | 進步保守黨少數政府 |
| 1963     | 265        | 93           | 2,591,613 | 32.80       | 自由黨少數政府     |
| 1965     | 265        | 95           | 2,500,113 | 32.41       | 自由黨少數政府     |
| 1968     | 263        | 72           | 2,554,397 | 31.43       | 自由黨政府         |
| 1972     | 265        | 107          | 3,388,980 | 35.02       | 自由黨少數政府     |
| 1974     | 264        | 95           | 3,371,319 | 35.46       | 自由黨政府         |
| 1979     | 282        | 136          | 4,111,606 | 35.89       | 進步保守黨少數政府 |
| 1980     | 282        | 103          | 3,552,994 | 32.49       | 自由黨政府         |
| 1984     | 282        | 211          | 6,278,818 | 50.03       | 進步保守黨政府     |
| 1988     | 295        | 169          | 5,667,543 | 43.02       | 進步保守黨政府     |
| 1993     | 295        | 2 †          | 2,178,303 | 16.04       | 自由黨政府         |
| 1997     | 301        | 20           | 2,446,705 | 18.84       | 自由黨政府         |
| 2000     | 291        | 12           | 1,566,994 | 12.19       | 自由黨政府         |

† 進步保守黨在該屆下議院沒有正式政黨地位。

## 外部連結
- 维基共享资源上的相關多媒體資源：加拿大進步保守黨